# Quinitsa
Die Quinitsa ist eine Doppelendfähre der kanadischen Reederei BC Ferries.

## Geschichte
Das Schiff wurde 1977 unter der Baunummer 70 auf der Werft Vancouver Shipyards in North Vancouver für das British Columbia Ministry of Transportation and Highways gebaut. Die Kiellegung erfolgte am 15. April, der Stapellauf am 3. November 1977. Das Schiff wurde am 30. Dezember 1977 abgeliefert. Es verkehrte zunächst zwischen Nanaimo Harbour und Gabriola Island, wo es die Kaholke ersetzte. Im Juni 1982 wurde die Fähre auf dieser Strecke durch die größere Quinsam ersetzt. Die Quinitsa wurde in der Folge an BC Ferries verchartert, die sie zunächst zwei Monate zwischen Horseshoe Bay und Bowen Island und anschließend drei Monate zwischen Swartz Bay und Fulford Habour einsetzte. Im Sommerhalbjahr 1983 verkehrte sie zwischen Swartz Bay und den Gulf Islands. Nach Ablauf des Chartereinsatzes 1984 verkehrte die Fähre zwischen Buckley Bay auf Vancouver Island und Denman Island.
1985 übernahm BC Ferries im Zusammenhang mit der Übernahme des Fährverkehrs vom British Columbia Ministry of Transportation and Highways auch die Quinitsa. Die Fähre verkehrte bis Anfang 2016 weiter auf der Strecke zwischen Buckley Bay und Denman Island, bevor hier die Baynes Sound Connector eingesetzt wurde. Die Quinitsa wurde zunächst als Ersatzschiff vorgehalten, um im Fall von geplanten Unterbrechungen oder kurzfristigen Ausfällen anderer Fähren eingesetzt zu werden. Im Juni 2019 wurde sie auf die Strecke zwischen Crofton und Vesuvius auf Salt Spring Island verlegt, wo sie die Howe Sound Queen ersetzte.

## Technische Daten und Ausstattung
Das Schiff wird von vier Caterpillar-Dieselmotoren angetrieben, die in vier getrennten Maschinenräumen untergebracht sind. Die Motoren wirken auf jeweils eine Propellergondel an den beiden Enden der Fähre. Das Antriebssystem wurde 2008 zusammen mit den Generatoren erneuert.
Die Fähre verfügt über ein durchlaufendes, nach oben offenes Fahrzeugdeck. Das Fahrzeugdeck mit vier Fahrspuren ist von beiden Enden über landseitige Rampen zugänglich. Während des Chartereinsatzes bei BC Ferries in den 1980er-Jahren versuchte die Reederei die Fahrzeugkapazität der Fähre zu erhöhen, in dem sie auf dem Fahrzeugdeck eine zusätzliche Spur einrichtete. Dies stellte sich jedoch aufgrund des begrenzten Platzangebotes als nicht praktikabel heraus. Auf beiden Seiten der Fähre befinden sich Decksaufbauten. Das Fahrzeugdeck ist im mittleren Teil der Fähre vom Steuerhaus überbaut. Dieses wurde ebenfalls bei der Modernisierung der Fähre 2008 umgebaut. Die nutzbare Durchfahrtshöhe beträgt 4,75 m.